# Макбрайд (Мічиган)
Макбрайд (англ. McBride) — селище (англ. village) в США, в окрузі Монткам штату Мічиган. Населення — 189 осіб (2020).

## Географія
Макбрайд розташований за координатами 43°21′7″ пн. ш. 85°2′39″ зх. д. / 43.35194° пн. ш. 85.04417° зх. д. (43.352020, -85.044196).  За даними Бюро перепису населення США в 2010 році селище мало площу 0,99 км², уся площа — суходіл.

## Демографія
Згідно з переписом 2010 року, у селищі мешкало 205 осіб у 83 домогосподарствах у складі 52 родин. Густота населення становила 207 осіб/км².  Було 97 помешкань (98/км²).
Расовий склад населення:
| - 98,0 % — білих - 0,5 % — азіатів |

До двох чи більше рас належало 1,5 %. Частка іспаномовних становила 1,0 % від усіх жителів.
За віковим діапазоном населення розподілялося таким чином: 28,8 % — особи молодші 18 років, 56,1 % — особи у віці 18—64 років, 15,1 % — особи у віці 65 років та старші. Медіана віку мешканця становила 39,4 року. На 100 осіб жіночої статі у селищі припадало 103,0 чоловіків;  на 100 жінок у віці від 18 років та старших — 94,7 чоловіків також старших 18 років.
Середній дохід на одне домашнє господарство  становив 66 678 доларів США (медіана — 49 583), а середній дохід на одну сім'ю — 84 678 доларів (медіана — 57 188). За межею бідності перебувало 22,6 % осіб, у тому числі 56,1 % дітей у віці до 18 років та 7,1 % осіб у віці 65 років та старших.
Цивільне працевлаштоване населення становило 71 осіб. Основні галузі зайнятості: виробництво — 15,5 %, освіта, охорона здоров'я та соціальна допомога — 14,1 %, роздрібна торгівля — 12,7 %, транспорт — 11,3 %.